# Forrest Carter
Asa Earl („Ace“) Carter (* 4. September 1925 in Anniston, Alabama; † 7. Juni 1979 in Abilene, Texas) war ein US-amerikanischer Politiker, Radiokommentator, Rassist und Befürworter der Rassentrennung in den USA. Er war Herausgeber eines White-Supremacy-Magazins und Mitbegründer einer Ku-Klux-Klan-Gruppe. Nach seiner Übersiedlung nach Florida nahm er zunächst in Anlehnung an den ehemaligen Südstaaten-General und Anführer des ersten Ku-Klux-Klans Nathan Bedford Forrest den Namen Bedford Forrest Carter an. In Texas schrieb er unter dem Pseudonym Forrest Carter Romane, in denen er vorgab, indianischer Abstammung zu sein, obwohl er Weißer war. Seine Bücher fanden weite Beachtung und wurden teilweise verfilmt. Carters wahre Identität wurde erst nach seinem Tod einer breiten Öffentlichkeit bekannt.

## Leben
Asa Carter war eins von vier Kindern von Ralph und Hermione Carter. Nach seinem Abschluss der Calhoun County High School trat er 1943 in die Navy ein, die er 1946 wieder verließ. Er studierte anschließend Journalismus an der Universität von Colorado und heiratete India Thelma Carter, mit der er vier Kinder hatte. Er ließ sich mit seiner Familie in Birmingham nieder.
Hier wurde Carter 1953, in der Hochzeit der amerikanischen Bürgerrechtsbewegung, Sprecher bei dem Radiosender WILD, der antisemitische und rassistische Inhalte sendete. Er war daneben Autor und Herausgeber des White-Supremacy-Magazins The Southerner und Mitbegründer der Gruppe The Original Ku-Klux-Klan of the Confederacy. Diese Gruppe griff Nat King Cole 1956 während eines Auftritts in Birmingham an.
Asa Carter war in den 1960er Jahren Redenschreiber für George Wallace, den Gouverneur von Alabama. Dessen Slogan „Segregation heute, Segregation morgen, Segregation für immer“ stammt wohl aus Carters Feder.
1970 scheiterte er bei dem Versuch, mit einem rassistischen Wahlprogramm Gouverneur von Alabama zu werden.
Daraufhin zog er nach Texas, lebte fortan zu Ehren des Südstaatengenerals und Ku-Klux-Klan-Gründungsmitglieds Nathan Bedford Forrest unter dem Pseudonym Bedford Forrest Carter und begann eine Karriere als Schriftsteller. Seine frühere Identität wurde erst nach seinem Tode bekannt. 
Als Forrest Carter behauptete er, eine Waise indianischer Abstammung zu sein. Das Buch Der Stern der Cherokee (The Education of Little Tree) beschreibt „die Geschichte eines kleinen Indianerjungen, der nach dem Tod seiner Eltern von seinen Großeltern nicht nur Lesen, Rechnen und Schreiben lernt, sondern auch die indianische Lebensart, indianische Geschichte und den Umgang mit der Natur“. Er gab das Werk als Autobiographie aus, sein wahrer Werdegang wurde erst Ende der 1980er Jahre bekannt.

## Werke
- The Education of Little Tree, 1977, dt. Stern der Cherokee
- Gone to Texas
- The Vengeance Trail of Josey Wales
- Watch for Me on the Mountain, 1979, dt. Wartet auf mich am Fuße des Berges